# Goon: Last of the Enforcers
Goon: Last of the Enforcers è un film canadese del 2017 diretto da Jay Baruchel, al suo debutto alla regia, e scritto dallo stesso Baruchel con Jesse Chabot.
Il film è il sequel di Goon.

## Trama
Durante un blocco di hockey professionistico, la squadra di bassa lega di Doug "Il Teppista" Glatt, gli Halifax Highlanders, riceve l'attenzione dei media. Il loro proprietario, Hyrum Cain, cerca di capitalizzare l'attenzione. Per la partita di apertura, Doug viene nominato capitano, ma perde uno scontro con il sicario della squadra rivale, Anders Cain, il figlio del proprietario degli Highlanders. Gravemente ferito, Doug si ritira per un lavoro più stabile come venditore di assicurazioni, mentre lui e sua moglie incinta Eva fanno i preparativi per il loro bambino. Senza Doug, gli Highlanders hanno una lunga serie di sconfitte, spingendo il proprietario ad apportare dei cambiamenti. Compra diversi giocatori con esperienze in Europa e nella NHL e suo figlio Anders.
Nel frattempo, Doug non trova gioia nel suo nuovo lavoro e cerca di trovare un modo per tornare all'hockey. Il suo vecchio rivale, Ross "The Boss" Rhea, lo convince a unirsi a lui in una lega di combattimento di hockey, "Botte e Lividi" dove potrebbe trovare il modo di farsi notare e quindi tornare in gioco nella sua squadra. Doug vince la sfida contro dieci uomini, sotto lo sguardo stupito di Hyrum che ammette di essersi sbagliato a cacciarlo troppo presto. Nel frattempo Anders, nominato capitano della squadra, colleziona innumerevoli penalità che, nonostante i punti realizzati, mettono gli Highlanders in una brutta situazione di classifica e lo portano alla sospensione per violenza. Hyrum aggiunge nuovamente Doug al roster, per dare uno stimolo a suo figlio. Prima del ritorno in campo di Doug, Eva gli fa promettere di non combattere, per il bene del loro futuro figlio e Doug accetta con riluttanza.
Con il suo rientro, la squadra colleziona una serie di vittorie, ma quando Anders torna dalla squalifica, spinge Doug ad essere più aggressivo. Doug e Anders interrompono una partita durante una disputa e sono entrambi sospesi per la partita successiva. Durante l'afterparty del gioco, Anders provoca Doug in una rissa, e quando Eva vede che Doug ha litigato di nuovo, lo caccia di casa. Nel frattempo, gli Highlanders devono vincere le ultime due partite della stagione per intrufolarsi nei playoff. Hyrum ingaggia Ross, licenziando contemporaneamente il figlio Anders. Mentre Ross aiuta gli Highlanders a vincere la prima delle ultime due partite, Eva inizia il travaglio e Doug si riconcilia con lei mentre si dirigono all'ospedale. Dopo aver avuto il suo bambino, Eva si rende conto che l'impulso che ha portato Doug a stare con lei durante il parto, è lo stesso che lo spinge a voler difendere i suoi compagni di squadra, e dà a Doug la sua benedizione per continuare a combattere. Dopo essere stato cacciato, Anders si riunisce alla sua vecchia squadra, che affronterà gli Highlanders nell'ultima partita della stagione con un posto playoff sulla linea.
Anders ferisce gravemente Ross e Doug entra in pista per vendicare l'amico. Doug batte Anders ma mostra pietà alla fine del combattimento, rifiutando di dare al rivale il colpo decisivo. Anders allora provoca e minaccia Doug, affermando che non smetterà mai di cercarlo fino a quando non finiranno entrambi su una barella come Ross. Rendendosi conto che la sua nuova famiglia è più importante per lui dell'hockey, Doug usa il suo braccio destro indebolito per colpire Anders in faccia con tutta la forza mettendolo KO ma rompendosi contestualmente la spalla e mettendo così fine alla sua carriera. Hyrum si precipita in aiuto di suo figlio, dove Anders gli dice che odia l'hockey e i due sembrano riparare le cose tra di loro. Doug guarda come gli Highlanders vincere la partita negli ultimi secondi e, durante la celebrazione, appoggia il bastone e torna a casa.

## Produzione
Il film è interpretato da Seann William Scott, Jay Baruchel, Liev Schreiber, Alison Pill, Elisha Cuthbert, Wyatt Russell, Marc-André Grondin e Kim Coates.
Le riprese principali sono iniziate a Toronto il 22 giugno 2015. Il film è uscito in Canada il 17 marzo 2017 e il 1 settembre 2017 negli Stati Uniti.